# Kao Sin-jü
Kao Sin-jü (čínsky pchin-jinem Gāo Xīnyú, znaky zjednodušené 高馨妤, * 17. listopadu 1997 Peking) je čínská profesionální tenistka. Ve své dosavadní kariéře na okruhu ITF získala patnáct titulů ve dvouhře a šest ve čtyřhře.
Na žebříčku WTA byla ve dvouhře nejvýše klasifikována v červenci 2024 na 164. místě a ve čtyřhře v září 2017  na 230. místě.
V týmové smíšené soutěži, United Cupu 2025, se stala ženskou jedničkou čínského výběru.

## Tenisová kariéra
V rámci okruhu ITF debutovala jako šestnáctiletá v dubnu 2016, když na turnaji v Nan-ningu, dotovaném 25 tisíci dolary, postoupila z kvalifikace. Na úvod dvouhry podlehla krajance Jang Čao-süan. Do dvouhry okruhu WTA Tour poprvé vstoupila na červencovém Jiangxi Open 2017 v Nan-čchangu, kde podlehla Tchajwance Sie Šu-wej z druhé světové stovky. Čtyřhru si na divokou kartu zahrála již na Tianjin Open 2016 po boku Čang Jing. Do grandslamové kvalifikace poprvé zasáhla na US Open 2017. V první fázi však nenašla recept na třináctou nasazenou krajanku Wang Ja-fan.
Nástrahy kvalifikačního síta zvládla na zářijovém Guangzhou Open 2017 v Kantonu. Časnou porážku ve dvouhře však utržila od australské spolukvalifikantky Lizette Cabrerové. V kvalifikaci kategorie Premier 5, čínském Wuhan Open 2017, podlehla Rusce Natalje Vichljancevové ze sedmé světové desítky. Na navazující události Premier Mandatory, pekingském China Open 2017, ji ve druhém kvalifikačním kole zastavila sedmdesátá hráčka žebříčku Magda Linetteová. První zápas dvouhry na túře WTA tak vyhrála po sedmi letech od svého debutu na okruhu, když i potřetí v kariéře – v souboji dvou kvalifikantek – zdolala krajanku Wej S'-ťia na Thailand Open 2024 v Chua Chinu. Poté však vypadla s další postoupivší z kvalifikace, Nizozemkou Arianne Hartonovou. Do semifinále turnaje organizovaného WTA poprvé prošla na Grand Est Open 88 2024 v sérii WTA 125. Do finále turnaje ve francouzském Contrexéville ji však nepustila čtvrtá nasazená Italka Lucia Bronzettiová. V sezóně 2024 také premiérově zasáhla do kvalifikací na French Open a ve Wimbledonu.
Na úvod China Open 2024 podlehla v třísetové bitvě Španělce Saře Sorribesové Tormové. Čas trvání 4 hodiny a 15 minut znamenal čtvrtý nejdelší zápas otevřené éry, když o šest minut překonal délku zápasu mezi Siegemundovou a Wang Si-jü z Thailand Open hraného o týden dříve, jenž byl nejdelším duelem od sezóny 2011. Po odstoupení světové pětky Čeng Čchin-wen se stala ženskou jedničkou čínského týmu na australském United Cupu 2025, smíšené soutěži reprezentačních družstev. Z pozice 175. hráčky světa porazila ve skupině brazilskou světovou sedmnáctku Beatriz Haddad Maiovou i osmdesátku Lauru Siegemundovou z Německa. Proti Haddad Maiové dosáhla první kariérní výhry nad členkou z Top 50, když do té doby z elitní stovky přehrála jen Cepedeovou Roygovou v kvalifikaci China Open 2017. Na United Cupu 2025, kam přijela s jedinou vyhranou dvouhrou na okruhu WTA, přispěla k postupu Číny do čtvrtfinále z druhé příčky ve skupině.

## Tituly na okruhu ITF
| Kategorie okruhu ITF | Kategorie okruhu ITF |
| -------------------- | -------------------- |
| Turnaje W100         | Turnaje W80          |
| Turnaje W75/W60      | Turnaje W50/W40      |
| Turnaje W35/W25      | Turnaje W15/W10      |

### Dvouhra (15 titulů)
| Č.  | datum         | turnaj                                | kategorie | povrch | poražená finalistka       | výsledek      |
| --- | ------------- | ------------------------------------- | --------- | ------ | ------------------------- | ------------- |
| 1.  | červen 2015   | An-ning, Čína                         | W10       | antuka | Čao Ti                    | 6–0, 6–4      |
| 2.  | červen 2015   | An-ning, Čína (2)                     | W10       | antuka | Kaj Ao                    | 6–4, 1–6, 6–4 |
| 3.  | září 2016     | Chua Chin, Thajsko                    | W25       | tvrdý  | Šiho Akitová              | 6–2, 1–6, 7–5 |
| 4.  | březen 2017   | Nanking, Čína                         | W15       | tvrdý  | Tchang Chao-čchen         | 6–4, 6–3      |
| 5.  | květen 2017   | Jü-si, Čína                           | W25       | tvrdý  | Sün Fang-jing             | 6–1, 6–4      |
| 6.  | květen 2017   | Čchü-ťing, Čína                       | W25       | tvrdý  | Giulia Gatto-Monticoneová | 6–1, 3–6, 6–3 |
| 7.  | březen 2018   | Sia-men, Čína                         | W15       | tvrdý  | Sabina Šaripovová         | 6–1, 6–2      |
| 8.  | červen 2022   | Čiang Raj, Thajsko                    | W25       | tvrdý  | Peangtarn Plipuečová      | 6–3, 6–3      |
| 9.  | červen 2022   | Čiang Raj, Thajsko                    | W25       | tvrdý  | Nao Hibinová              | 6–1, 1–6, 6–3 |
| 10. | srpen 2022    | Roehampton, Spojené království        | W25       | tvrdý  | Amarni Banksová           | 6–1, 6–0      |
| 11. | červenec 2023 | Corroios-Seixal, Portugalsko          | W25       | tvrdý  | Aljona Falejová           | 6–2, 6–3      |
| 12. | srpen 2023    | Kchun-ming, Čína                      | W40       | antuka | Wej S'-ťia                | 6–3, 7–6(2)   |
| 13. | březen 2024   | Santo Domingo, Dominikánská republika | W35       | tvrdý  | Victoria Rodríguezová     | 6–3, 6–2      |
| 14. | duben 2024    | Šen-čen, Čína                         | W50       | tvrdý  | Wej S'-ťia                | 6–4, 6–4      |
| 15. | červen 2024   | La Marsa, Tunisko                     | W50       | tvrdý  | Martyna Kubková           | 5–7, 6–3, 6–3 |

### Čtyřhra (6 titulů)
| Č. | datum         | turnaj               | kategorie | povrch | spoluhráčka         | poražené finalistky               | výsledek            |
| -- | ------------- | -------------------- | --------- | ------ | ------------------- | --------------------------------- | ------------------- |
| 1. | červen 2015   | An-ning, Čína        | W10       | antuka | Čang Jing           | Li I-chung Tchang Čchien-chuej    | 6–4, 6–2            |
| 2. | červenec 2017 | Naj-man, Čína        | W25       | tvrdý  | Sün Fang-jing       | Lu Ťing-ťing Jou Siao-ti          | 6–7(5), 6–4, [10–8] |
| 3. | březen 2018   | Kófu, Japonsko       | W25       | tvrdý  | Luksika Kumkhumová  | Erina Hajašiová Momoko Koboriová  | 6–0, 2–6, [10–4]    |
| 4. | duben 2022    | Čiang Raj, Thajsko   | W25       | tvrdý  | Sün Fang-jing       | Maggie Ngová Wu Chu-čching        | 6–3, 7–6(4)         |
| 5. | duben 2023    | Šarm aš-Šajch, Egypt | W25       | tvrdý  | Wang Mej-ling       | Aglaja Fedorovová Darja Šochovová | 6–3, 6–2            |
| 6. | listopad 2023 | Monastir, Tunisko    | W25       | tvrdý  | Žibek Kulambajevová | Aljona Falejová Polina Jatčenková | 6–0, 2–6, [10–7]    |